# Spinatimonomma trisulcatum
Spinatimonomma trisulcatum es una especie de coleóptero de la familia Monommatidae.

## Subespecies
- Spinatimonomma trisulcatum pseudodoriae (Freude, 1955)

= Monomma pseudodoriae Freude, 1955
- Spinatimonomma trisulcatum sumatranum (Freude, 1955)

= Monomma sumatranum Freude, 1955

## Distribución geográfica
Habita en Sumatra y Tonkín).